# Кирзавод (Томская область)
Кирзавод — посёлок в Парабельском районе Томской области России. Входит в состав Парабельского сельского поселения. Население 823 чел. (2021) .

## География
Находится в центральной части региона, у р. Материчная, вблизи озера Валуевское. Фактически слилась с райцентром — селом Парабель (по ул. Транспортная и ул. Северная), с деревнями Бугры (по ул. Центральная, в западном направлении) и Сухушино(по ул. Учебная, в восточном направлении).  Между п. Кирзавод и д. Сухушино - микрорайоны активной застройки Южное и Светлое
Уличная сеть
ул. Восточная, ул. Гоголя, ул. Дачная, ул. Зелёная, ул. Лыжная, ул. Осенняя, ул. Радужная, ул. Рябиновая, ул. Северная, ул. Сиреневая, ул. Советская, ул. Солнечная, ул. Транспортная, ул. Цветочная, ул. Центральная, ул. Южная, ул. Ягодная, ул. Ясная
Климат
Находится на территории, приравненной к районам Крайнего Севера.

## История
В соответствии с Законом Томской области от 15 октября 2004 года № 225-ОЗ посёлок вошёл в состав образованного муниципального образования Парабельское сельское поселение.

## Население
| 2002 | 2010 | 2012 | 2013 | 2014 | 2015 | 2021 |
| ---- | ---- | ---- | ---- | ---- | ---- | ---- |
| 420  | ↗580 | ↗583 | ↗591 | ↘590 | ↗614 | ↗823 |

Национальный состав
Согласно результатам переписи 2002 года, в национальной структуре населения русские составляли 90 % от общей численности населения в 420 чел..

## Инфраструктура
Филиал «Библиотека» п. Кирзавод (ул. Центральная, 40).

## Транспорт
По южной окраине проходит региональная автодорога Могильный Мыс — Парабель — Каргасок, участок федеральной автомагистрали Северный широтный коридор.